# Tabanus fulvilinearis
Tabanus fulvilinearis är en tvåvingeart som beskrevs av Philip 1960. Tabanus fulvilinearis ingår i släktet Tabanus och familjen bromsar.
Artens utbredningsområde är Thailand. Inga underarter finns listade i Catalogue of Life.